# Rudolf Zavadil
Rudolf Zavadil (7. prosince 1950 – 30. září 2022) byl český fotbalista, záložník. V roce 1969 maturoval na kroměřížském gymnáziu.

## Fotbalová kariéra
Většinu své kariéry strávil v klubu SK Spartak Hulín, ať už jako hráč nebo trenér mládeže. V československé lize hrál za TJ Gottwaldov. Nastoupil ve 22 ligových utkáních. Dal 1 ligový gól. Vítěz Českého a Československého poháru 1970. V Poháru vítězů pohárů nastoupil ve 2 utkáních.

## Ligová bilance
| Ročník                                     | Zápasy | Góly | Klub          |
| ------------------------------------------ | ------ | ---- | ------------- |
| 1. československá fotbalová liga 1969/1970 | 6      | 1    | TJ Gottwaldov |
| 1. československá fotbalová liga 1970/1971 | 16     | 0    | TJ Gottwaldov |
| 2. československá fotbalová liga 1971/1972 | -      | -    | TJ Gottwaldov |
| 2. československá fotbalová liga 1972/1973 | -      | -    | TJ Gottwaldov |
| CELKEM 1. liga                             | 22     | 1    |               |